# Jurij Tjukalov
Jurij Sergejevitj Tjukalov (russisk: Юрий Серге́евич Тюкалов) (født 4. juli 1930 i Leningrad, død 19. februar 2018) var en russisk roer og dobbelt olympisk guldvinder.

## Rokarriere
Tjukalov deltog i singlesculler for Sovjetunionen første gang, nationen var med til OL i 1952 i Helsinki. Her var australieren Mervyn Wood regerende OL-mester og en af favoritterne. Både Wood og Tjukalov vandt deres heats, og Tjukalov vandt derpå sin semifinale. Finalen udviklede sig hurtigt til en duel mellem Tjukalov og Wood, der førte i løbets første halvdel. Herefter havde Tjukalov de bedste kræfter og endte med at vinde Sovjetunionens første OL-guldmedalje i roning, mens Wood fik sølv og polakken Teodor Kocerka bronze.
I 1954 blev han europamester i firer med styrmand, og i 1955 vandt han sølv ved EM efter Kocerka. Året efter udgjorde han den ene del af en dobbeltsculler sammen med Aleksandr Berkutov, og de vandt guld ved EM. Derfor var de blandt favoritterne ved OL 1956 i Melbourne, og de vandt deres indledende heat sikkert og var dermed i finalen. Her holdt den sovjetiske båd sig lidt tilbage i begyndelsen, men lagde sig i spidsen inden halvvejsmærket. Herfra så de sig ikke tilbage og vandt med otte sekunder ned til USA på andenpladsen, mens Australien fik bronze.
De følgende år var Tjukalov og Berkutov suveræne og vandt EM-guld tre år i træk (1957-1959) og vandt Henley Royal Regatta i 1957 og 1958. De var derfor storfavoritter ved OL 1960 i Rom, men de blev overraskende besejret i indledende heat af Václav Kozák og Pavel Schmidt fra Tjekkoslovakiet, der var toere fra EM året forinden. Tjukalov og Berkutov kom dog til finalen via opsamlingsheat, men endnu en gang var den tjekkoslovakiske duo for stærk og vandt guld med et forspring på tre sekunder til den sovjetiske båd, der fik sølv, og en schweizisk båd, der fik bronze.
Tjukalov og Berkutov tog derpå revanche og vandt endnu en EM-guld i 1961, inden Tjukalov opnåede sin sidste internationale mesterskabsmedalje ved det første VM i 1962, hvor han var med til at vinde bronze i firer med styrmand.

## Resultater

### OL-medaljer
- 1952:  Guld i singlesculler
- 1956:  Guld i dobbeltsculler
- 1960:  Sølv i dobbeltsculler

### VM-medaljer
- VM i roning 1962:  Bronze i firer med styrmand

### EM-medaljer
- EM i roning 1954:  Guld i firer med styrmand
- EM i roning 1956:  Guld i dobbeltsculler
- EM i roning 1957:  Guld i dobbeltsculler
- EM i roning 1958:  Guld i dobbeltsculler
- EM i roning 1959:  Guld i dobbeltsculler
- EM i roning 1961:  Guld i dobbeltsculler
- EM i roning 1955:  Sølv i singlesculler